# Mario Salas
Mario Alfredo Salas Saieg (Santiago, 11 ottobre 1967) è un allenatore di calcio ed ex calciatore cileno, di ruolo centrocampista, tecnico dell'Huachipato.